# Thaumastoptera intermixta
Thaumastoptera intermixta là một loài ruồi trong họ Limoniidae. Chúng phân bố ở miền Cổ bắc.